# Parc national marin du Golfe de Kutch
Le parc national marin du Golfe de Kutch est un parc national situé dans l'État du Gujarat en Inde. On y trouve notamment trois espèces de dauphin.